# СШ-36

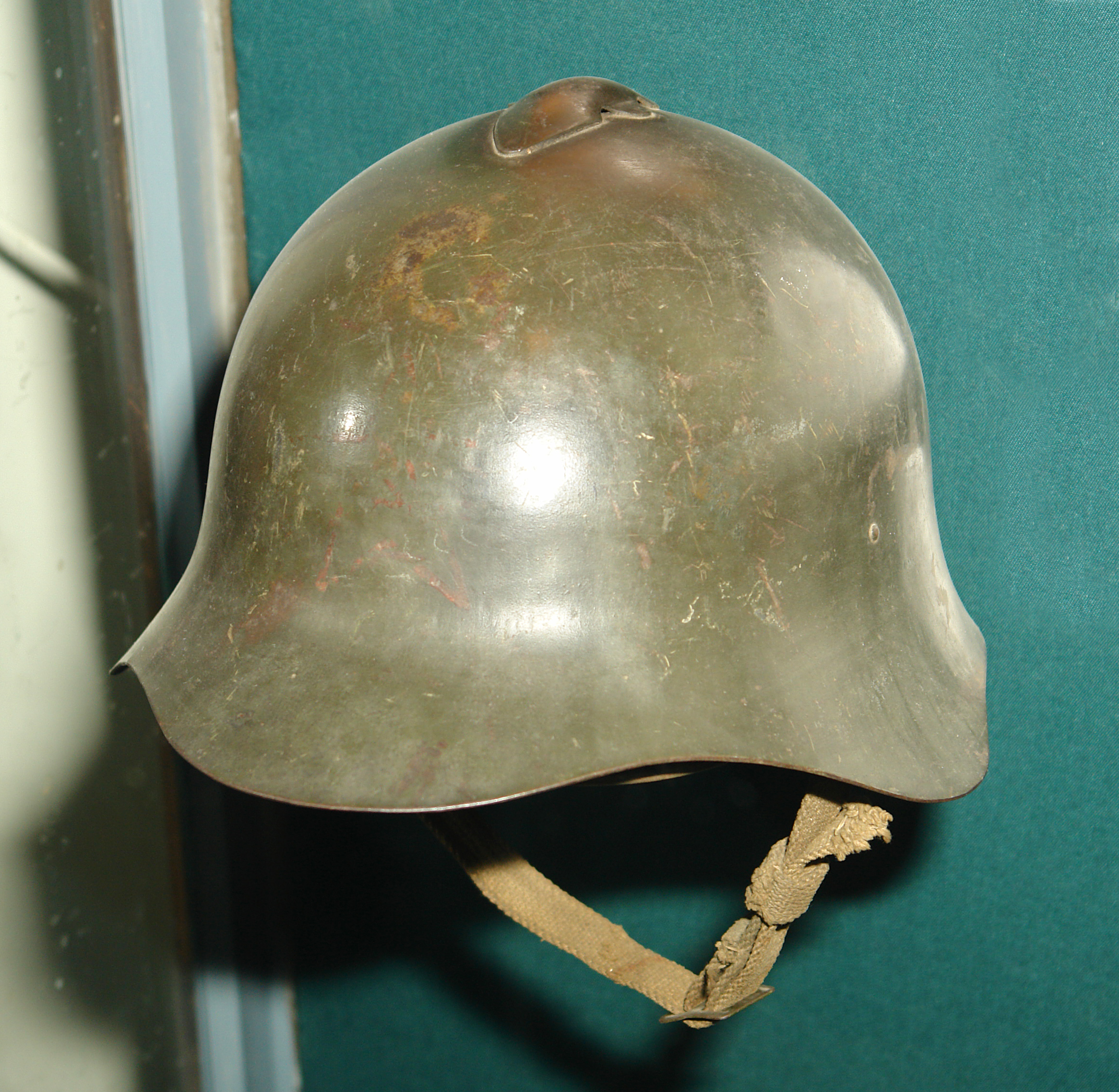
СШ-36 — стальной шлем образца 1936 года.

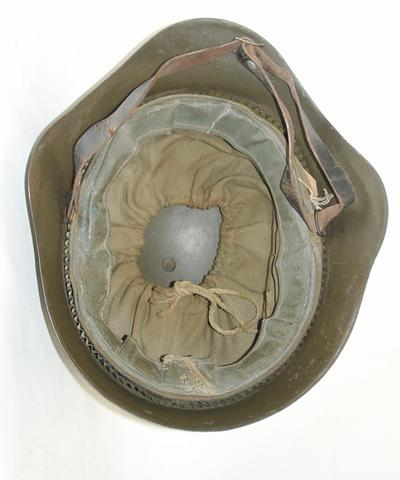

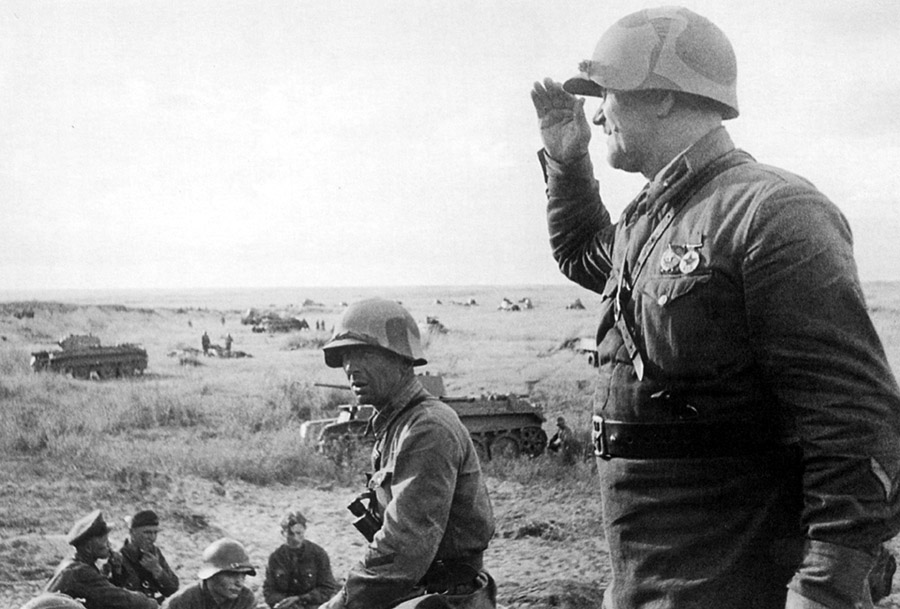
Части РККА перед наступлением, Халхин-Гол (применён камуфляж)

СШ-36 (также известный под названием «халхинголка») — индивидуальное средство защиты военнослужащего ВС Союза ССР, стальной шлем образца 1936 года.
Первый стальной шлем советского производства, принятый на вооружение РККА. В других источниках встречается название шлема, в период его разработки, «Красноармейский шлем стальной образца 1935 года». Средство индивидуальной защиты военнослужащих РККА и РККФ, широко использовался в Вооружённых Силах Советским Союзом во время боёв на Хасане и Халхин-Голе, в Польском походе РККА, в Советско-финской войне и в начальный период Великой Отечественной войны. Также отмечено его использование советскими солдатами некоторых частей во время Советско-японской войны в 1945 году. СШ-36 носился с подшлемником, как и все остальные шлемы.

## История
В 1920—1930-х годах в РККА использовались шлемы типа «Каска Адриана», появившиеся ещё в Русской армии в 1916 году, а также шлемы типа М17 — в относительно небольших количествах. Разработанный в 1929 году шлем М29, а также М30 — 1930 года, так и не пошли в производство.
В середине 1934 года Наркомат обороны СССР выдал задание на разработку стального шлема для РККА, соответствующего условиям современного общевойскового боя. В том же 1934 году опытный образец, представленный на рассмотрение военному руководству, лично испытывал маршал Советского Союза С. М. Будённый, рубя шлем шашкой. По его же инициативе принятый в результате на вооружение шлем получил широкие боковые поля, призванные защищать плечи бойца от рубящего удара сверху вниз (поля должны были отклонять клинок от плеча).
В 1935 году на Лысьвенском металлургическом заводе началось производство шлема нового образца, разработанного Шварцем. В декабре 1935 года было утверждено решение о оснащении РККА стальными касками единого образца. Прошедший испытания шлем был принят на вооружение РККА под названием «красноармейский шлем стальной обр. 1935 г.». Также, именно в связи с введением стального шлема были внесены изменения в униформу военнослужащих - и в качестве головного убора была введена пилотка.
Новый шлем получил оригинальную полусферическую форму с выдающимся вперёд козырьком и боковыми полями-скатами. Его силуэт походил на немецкий стальной шлем.
СШ-36 стал первым шлемом, разработанным и запущенным в массовое производство в СССР. 
Боевое крещение СШ-36 получил во время войны в Испании, куда его поставляли республиканцам и интербригадам[уточнить].
Летом 1938 года стальные шлемы использовались в ходе боевых действий у озера Хасан. По результатам анализа ранений, полученных военнослужащими РККА в ходе боевых действий у озера Хасан, было установлено, что наличие шлема позволило снизить смертность военнослужащих РККА от ранений черепа до 5,8 % (при этом во время Первой мировой войны смертность от ранений черепа военнослужащих царской армии, не имевших металлических шлемов, составляла 50 %).
В дальнейшем он активно применялся Красной армией в боях на Халхин-Голе, где получил прозвище «халхинголка», а также в Польском походе и в финской войне 1939-1940 гг.. Однако в ходе его применения было выявлено значительное количество недостатков. Так, широкие поля создавали «эффект паруса» и затрудняли передвижение солдата, а большой козырёк уменьшал обзор. Именно по этим и другим причинам в 1939 году началась работа над следующим шлемом, который в дальнейшем получил наименование СШ-39, далее — СШ-40. Начиная с 1940 года в РККА началась постепенная замена СШ-36 на шлемы новой модели, однако начавшаяся Великая Отечественная война отодвинула эту замену, ввиду чего СШ-36 применялся вперемешку с СШ-40 советскими солдатами примерно до 1943 года.
В то же время некоторая часть советских солдат использовала этот шлем во время Советско-японской войны в августе — сентябре 1945 года, чему есть немало свидетельств в кинохронике, снятой советскими кинодокументалистами. В частности, это отображено в 19-й серии документального фильма «Неизвестная война» (США-СССР, 1978 год).

## Типы
СШ-36 был по форме — круглый, овальный и вытянутый и имел три размера по величине, в каждой форме:
- большой
- средний
- малый